# Ravi Shankar
Ravi Shankar (bengali: রবি শংকর), född 7 april 1920 i staden Varanasi i Uttar Pradesh, död 11 december 2012 i San Diego, Kalifornien, USA, var en indisk musiker, sitarspelare och kompositör.
Efter omfattande studier inom indisk klassisk musik ledde han en instrumentalensemble i indisk radio 1949–1956 och han bidrog musikaliskt till Satyajit Rays filmtrilogi om Apu. Han spelade även med Ali Akbar Khan.
Shankar turnerade i USA 1957 och väckte stor uppmärksamhet, och var sedan dess en viktig förmedlare mellan indisk och västerländsk musikkultur. Bland annat samarbetade han mycket med musiker från väst, till exempel Yehudi Menuhin. I slutet av 1960-talet och början av 1970-talet uppträdde han en del i rocksammanhang, till exempel vid Woodstockfestivalen, men utan att kompromissa med sin musikaliska bakgrund. Hans inflytande på The Beatles är välkänd; han lärde bland annat George Harrison spela sitar. Han samarbetade även med Philip Glass och skrev flera musikstycken. Ett av dem är Channels and Winds (1990).
Shankar belönades med Polarpriset 1998 och vann flera Grammys, för albumet West Meets East med Yehudi Menuhin 1967, för albumet Concert for Bangladesh med George Harrison 1972 och för albumet Full Circle 2002.
Ravi Shankar är far till sångerskan Norah Jones och till en av dagens mest framträdande sitarspelare, Anoushka Shankar. Ravi Shankars brorson Ananda Shankar är även han sitarspelare.

## Utmärkelser
- Sangeet Natak Akademi Award,  1962
- Grammy Award för bästa kammarmusikframförande, för West Meets East,  1967
- Padma Bhushan,  1967
- Grammy Award för årets album, för The Concert for Bangla Desh,  1972
- Padma Vibhushan,  1981
- Fukuokapriset för asiatisk kultur,  1991
- Ramon Magsaysaypriset,  1992
- Praemium Imperiale,  1997[1]
- Polarpriset,  1998
- Bharat Ratna,  1999[2]
- Grammy Award för bästa världsmusikalbum, för Full Circle: Carnegie Hall 2000,  2001
- Tagore-priset,  2012
- Grammy Lifetime Achievement Award,  2013
- Kommendör av Hederslegionen
- Fellow of the Sangeet Natak Akademi
- Kommendör av Arts et Lettres-orden
- James Parks Morton Interfaith Award
- Grammy Award för bästa världsmusikalbum
- Kommendör av 1 klass av Brittiska imperieorden
- Banga Bibhushan
- Hedersdoktor vid Calcuttas universitet

[Redigera Wikidata]